# بید سیاه
سالیکس نیگرا (نام علمی: Salix nigra) نام یک گونه از سرده بید است.